# Javier Martínez
Javier Martínez Aginaga (Estella, Navarra, 2 september 1988) - alias Javi Martínez - is een Spaans betaald voetballer die doorgaans in de verdediging speelt. Hij tekende in juni 2021 bij Qatar SC, dat hem transfervrij overnam van Bayern München. Javier Martínez debuteerde in mei 2010 in het Spaans voetbalelftal.

## Clubcarrière

### Athletic Bilbao
Javi Martínez stroomde in 2006 op zeventienjarige door uit de jeugd van Osasuna, dat hem datzelfde jaar voor zes miljoen euro verkocht aan Athletic de Bilbao. Hij werd gehaald als vervanger van clublegende Julen Guerrero, die in 2006 zijn loopbaan als profvoetballer beëindigde. Javi Martínez werd direct in zijn eerste seizoen bij Athletic de Bilbao een vaste waarde in het eerste elftal. In het seizoen 2008/09 haalde hij met zijn ploeggenoten de finale van de Copa del Rey, die werd verloren van FC Barcelona. Vanaf het het seizoen 2011/12 werd hij voornamelijk als centrale verdediger gebruikt. Met Martínez in het hart van de verdediging bereikte Athletic de Bilbao de finale van de Europa League en die van de Copa del Rey. Deze finales werden beide verloren.

### Bayern München
Na meer dan 200 wedstrijden in dienst van Bilbao tekende Martínez in augustus 2012 een contract tot medio 2017 bij Bayern München. Dat betaalde €40.000.000,- voor hem aan Athletic Bilbao, op dat moment een record voor een club uit de Bundesliga. Hier kreeg hij van trainer Jupp Heynckes een plaats op het middenveld en rugnummer 8. Martínez maakte op 24 november zijn eerste doelpunt voor Bayern. In een met 5–0 gewonnen wedstrijd tegen Hannover 96 zorgde hij met een omhaal voor de 1–0. Martínez speelde in zijn eerste seizoen bij Bayern 27 wedstrijden in de competitie, vijf in het toernooi om de DFB-Pokal, elf in de UEFA Champions League en twee op het wereldkampioenschap voor clubteams. Zijn ploeggenoten en hij wonnen alle vier de prijzen. Dit bleek het begin van een periode waarin Bayern München het Duitse voetbal domineerde als nooit tevoren. Waar de club eerder al een paar keer drie jaar achter elkaar landskampioen werd, behoorde Martínez tot een Bayern dat dit in het seizoen 2015/16 voor de vierde keer lukte, en daarna ook voor een vijfde, zesde en zevende keer. Zijn eigen inbreng hierin was wisselend.
Nadat Pep Guardiola in juli 2013 werd aangesteld als nieuwe trainer, werd Martínez' inbreng bij Bayern München een aantal jaren minder. Nadat hij achttien competitiewedstrijden speelde in het seizoen 2013/14, liep hij op 13 augustus 2014 tijdens de DFL-Supercup 2014 een knieblessure op. Die kostte hem vrijwel heel het seizoen 2014/15. Hij keerde in september 2015 terug op het veld, waarna hij in het seizoen 2015/16 zestien competitiewedstrijden in actie kwam. Vanaf het moment dat Carlo Ancelotti in juli 2016 Guardiola opvolgde als Bayern-trainer, werd de rol van Martínez in het team weer groter.

### Qatar SC
Op 20 juni 2021 tekende Martínez een eenjarig contract bij Qatar SC.

## Clubstatistieken
| Seizoen     | Club            | Competitie       | Competitie | Competitie | Beker | Beker | Internationaal | Internationaal | Overig | Overig | Totaal | Totaal |
| Seizoen     | Club            | Competitie       | Wed.       | Dlp.       | Wed.  | Dlp.  | Wed.           | Dlp.           | Wed.   | Dlp.   | Wed.   | Dlp.   |
| ----------- | --------------- | ---------------- | ---------- | ---------- | ----- | ----- | -------------- | -------------- | ------ | ------ | ------ | ------ |
| 2006/07     | Athletic Bilbao | Primera División | 35         | 3          | 0     | 0     | 0              | 0              | 0      | 0      | 35     | 3      |
| 2007/08     | Athletic Bilbao | Primera División | 34         | 0          | 2     | 0     | 0              | 0              | 0      | 0      | 36     | 0      |
| 2008/09     | Athletic Bilbao | Primera División | 32         | 4          | 9     | 1     | 0              | 0              | 0      | 0      | 41     | 5      |
| 2009/10     | Athletic Bilbao | Primera División | 34         | 6          | 1     | 1     | 11             | 2              | 0      | 0      | 46     | 9      |
| 2010/11     | Athletic Bilbao | Primera División | 35         | 4          | 3     | 0     | 0              | 0              | 0      | 0      | 38     | 4      |
| 2011/12     | Athletic Bilbao | Primera División | 31         | 4          | 9     | 0     | 14             | 0              | 0      | 0      | 54     | 4      |
| Club Totaal | Club Totaal     | Club Totaal      | 201        | 21         | 24    | 2     | 25             | 2              | 0      | 0      | 250    | 25     |
| 2012/13     | Bayern München  | Bundesliga       | 27         | 3          | 5     | 0     | 11             | 0              | 0      | 0      | 43     | 3      |
| 2013/14     | Bayern München  | Bundesliga       | 18         | 0          | 5     | 0     | 8              | 0              | 3      | 1      | 34     | 1      |
| 2014/15     | Bayern München  | Bundesliga       | 1          | 0          | 0     | 0     | 1              | 0              | 1      | 0      | 3      | 0      |
| 2015/16     | Bayern München  | Bundesliga       | 16         | 1          | 3     | 0     | 8              | 0              | 0      | 0      | 27     | 1      |
| 2016/17     | Bayern München  | Bundesliga       | 25         | 1          | 4     | 1     | 7              | 0              | 1      | 0      | 37     | 2      |
| 2017/18     | Bayern München  | Bundesliga       | 22         | 1          | 4     | 0     | 10             | 1              | 1      | 0      | 37     | 2      |
| 2018/19     | Bayern München  | Bundesliga       | 21         | 3          | 5     | 0     | 6              | 1              | 1      | 0      | 33     | 4      |
| 2019/20     | Bayern München  | Bundesliga       | 16         | 0          | 1     | 0     | 7              | 0              | 0      | 0      | 24     | 0      |
| 2020/21     | Bayern München  | Bundesliga       | 19         | 0          | 1     | 0     | 8              | 0              | 2      | 1      | 30     | 1      |
| Club Totaal | Club Totaal     | Club Totaal      | 165        | 9          | 28    | 1     | 66             | 2              | 9      | 2      | 268    | 14     |
| 2021/22     | Qatar SC        | Stars League     | 5          | 0          | 0     | 0     | 0              | 0              | 0      | 0      | 5      | 0      |
| Club Totaal | Club Totaal     | Club Totaal      | 5          | 0          | 0     | 0     | 0              | 0              | 0      | 0      | 5      | 0      |
| TOTAAL      | TOTAAL          | TOTAAL           | 371        | 30         | 52    | 3     | 91             | 4              | 9      | 2      | 523    | 39     |

## Interlandcarrière
Nadat hij voor verschillende Spaanse nationale jeugdselecties speelde, debuteerde Javi Martínez op 29 mei 2010 onder bondscoach Vicente del Bosque in het Spaans voetbalelftal. Hij kwam die dag in een met 3–2 gewonnen oefeninterland tegen Saoedi-Arabië (3-2) in de tweede helft in het veld als invaller voor Xavi Hernández. Hij won met Spanje het WK 2010 en het Europees kampioenschap 2012. In juni 2011 werd Martínez met Spanje –21 Europees kampioen op het EK –21. Martínez nam met het Spaans olympisch voetbalelftal onder leiding van bondscoach Luis Milla deel aan de Olympische Spelen van 2012 in Londen. Hier kwam hij, als aanvoerder van het elftal, niet verder dan de groepsfase. Hij maakte ook deel uit van de Spaanse selectie op het WK 2014.

## Erelijst
| Competitie            |                |                                                                                 |                |                |
| Competitie            | Aantal         | Jaren                                                                           |                |                |
| Bayern München        | Bayern München | Bayern München                                                                  | Bayern München | Bayern München |
| --------------------- | -------------- | ------------------------------------------------------------------------------- | -------------- | -------------- |
| UEFA Champions League | 2x             | 2012/13, 2019/20                                                                |                |                |
| UEFA Super Cup        | 2x             | 2013, 2020                                                                      |                |                |
| FIFA Club World Cup   | 2x             | 2013, 2020                                                                      |                |                |
| Bundesliga            | 9x             | 2012/13, 2013/14, 2014/15, 2015/16, 2016/17, 2017/18, 2018/19, 2019/20, 2020/21 |                |                |
| DFB-Pokal             | 5x             | 2012/13, 2013/14, 2015/16, 2018/19, 2019/20                                     |                |                |
| DFL-Supercup          | 4x             | 2016, 2017, 2018, 2020                                                          |                |                |
| Spanje                |                |                                                                                 |                |                |
| FIFA WK               | 1x             | 2010                                                                            |                |                |
| UEFA EK               | 1x             | 2012                                                                            |                |                |
| Spanje –21            |                |                                                                                 |                |                |
| UEFA EK onder 21      | 1x             | 2011                                                                            |                |                |
| Spanje –19            |                |                                                                                 |                |                |
| UEFA EK onder 19      | 1x             | 2007                                                                            |                |                |

1 Neuer  ·
2 Upamecano ·
3 Kim ·
6 Kimmich ·
7 Gnabry ·
8 Goretzka ·
9 Kane ·
10 Sané ·
11 Coman ·
15 Dier ·
16 Palhinha ·
17 Olise ·
18 Peretz ·
19 Davies ·
21 Ito ·
22 Guerreiro ·
23 Boey ·
24 Vidović ·
25 Müller ·
26 Ulreich ·
27 Laimer ·
28 Buchmann ·
40 Urbig ·
42 Musiala ·
44 Stanišić ·
45 Pavlović ·
Coach: Kompany
· Assistent-coach: Danks
1 Casillas  ·
2 Albiol ·
3 Piqué ·
4 Marchena ·
5 Puyol ·
6 Iniesta ·
7 Villa ·
8 Xavi ·
9 Torres ·
10 Fàbregas ·
11 Capdevila ·
12 Valdés ·
13 Mata ·
14 Alonso ·
15 Ramos ·
16 Busquets ·
17 Arbeloa ·
18 Pedro ·
19 Llorente ·
20 Martínez ·
21 Silva ·
22 Navas ·
23 Reina ·
Coach: Del Bosque
1 Casillas  ·
2 Albiol ·
3 Piqué ·
4 Martínez ·
5 Juanfran ·
6 Iniesta ·
7 Pedro ·
8 Xavi ·
9 Torres ·
10 Fàbregas ·
11 Negredo ·
12 Valdés ·
13 Mata ·
14 Alonso ·
15 Ramos ·
16 Busquets ·
17 Arbeloa ·
18 Alba ·
19 Llorente ·
20 Cazorla ·
21 Silva ·
22 Navas ·
23 Reina ·
Coach: Del Bosque
1 De Gea ·
2 Azpilicueta ·
3 Domínguez ·
4 J. Martínez ·
5 I. Martínez ·
6 Alba ·
7 Adrián ·
8 Muniain ·
9 Rodrigo ·
10 Mata ·
11 Koke ·
12 Montoya ·
13 Botía ·
14 Romeu ·
15 Isco ·
16 Tello · 
17 Herrera ·
18 Mariño ·
Coach: Milla
1 Casillas  ·
2 Albiol ·
3 Piqué ·
4 Martínez ·
5 Azpilicueta ·
6 Iniesta ·
7 Villa ·
8 Xavi ·
9 Torres ·
10 Fàbregas ·
11 Pedro ·
12 Valdés ·
13 Mata ·
14 Soldado ·
15 Ramos ·
16 Busquets ·
17 Arbeloa ·
18 Alba ·
19 Monreal ·
20 Cazorla ·
21 Silva ·
22 Navas ·
23 Reina ·
Coach: Del Bosque
1 Casillas  ·
2 Albiol ·
3 Piqué ·
4 Martínez ·
5 Juanfran ·
6 Iniesta ·
7 Villa ·
8 Xavi ·
9 Torres ·
10 Fàbregas ·
11 Pedro ·
12 De Gea ·
13 Mata ·
14 Alonso ·
15 Ramos ·
16 Busquets ·
17 Koke ·
18 Alba ·
19 Costa ·
20 Cazorla ·
21 Silva ·
22 Azpilicueta ·
23 Reina ·
Coach: Del Bosque